# Європейська декларація
Європе́йська деклара́ція, також відома як Ха́ртія Спільно́ти — спільна заява міністрів закордонних справ Західної Німеччини, Франції, Італії, Нідерландів, Бельгії та Люксембургу в 1951 році. Декларація була видана під час підписання Паризького договору, який створив Європейську спільноту з вугілля та сталі (ЄСВС) на ґрунті плану Шумана 18 квітня 1951 року.

У Декларації говориться, що ЄСВС знаменує народження Європи як політичного, економічного та соціального утворення, що відображає принципи, проголошені Робертом Шуманом у Декларації Шумана 1950 року. Він містив заяву:
«Підписанням цього Договору залучені сторони підтверджують свою рішучість створити першу наднаціональну інституцію і тим самим закладають справжній фундамент організованої Європи. Ця Європа залишається відкритою для всіх європейських країн, які мають свободу вибору. Ми глибоко сподіваємося, що інші країни приєднаються до нас у наших спільних зусиллях».
Декларацію підписали Конрад Аденауер (Західна Німеччина), Пауль ван Зеланд, Йозеф Меріс (Бельгія), Роберт Шуман (Франція), граф Карло Сфорца (Італія), Жозеф Беш (Люксембург), Дірк Стіккер і Ян ван ден Брінк (Нідерланди). ). Це було зроблено, щоб нагадати майбутнім поколінням про їхній історичний обов'язок об'єднати Європу на основі свободи та демократії під верховенством права. Таким чином, вони розглядали створення ширшої та глибшої Європи як тісно пов’язане зі здоровим розвитком наднаціональної системи або системи Спільноти.